# Hunshelf
Hunshelf est une paroisse civile du Yorkshire du Sud, en Angleterre.